# Joe Cole (ator)
Joseph Michael Cole (Kingston Upon Thames, 28 de novembro de 1988) é um ator inglês. Alguns de seus papéis mais notáveis incluem Luke em Skins, John Shelby em Peaky Blinders, Marzin e Beckwith em Secret in Their Eyes, Billy Moore em A Prayer Before Dawn, Frank no episódio "Hang the DJ" de Black Mirror, Sean Wallace em Gangs of London e Iver Iversen em Against the Ice.

## Início da vida e educação
O mais velho de cinco meninos, Joe Cole nasceu em 28 de novembro de 1988 e cresceu em Kingston upon Thames, em Londres. Seu irmão mais novo é o ator Finn Cole, que estrelou ao lado dele em Peaky Blinders.
Ele frequentou a Escola Secundária Hollyfield em Surbiton.

## Carreira
A carreira de ator de Cole começou quando ele foi aceito no National Youth Theatre. Ele obteve seus primeiros papéis em um show de uma noite no West End, em The Bill e Holby City, e depois em papéis no palco na temporada escolar esgotada do Bush Theatre.
De 2013 a 2017, Cole estrelou como John Shelby no drama policial histórico Peaky Blinders. Em 2017, ele estrelou um episódio da quarta temporada de Black Mirror, de Charlie Brooker, ganhando uma indicação ao BAFTA de Melhor Ator.
Por seu papel como Billy Moore em, Cole ganhou o prêmio de Melhor Ator no British Independent Film Awards de 2018.

## Filmografia

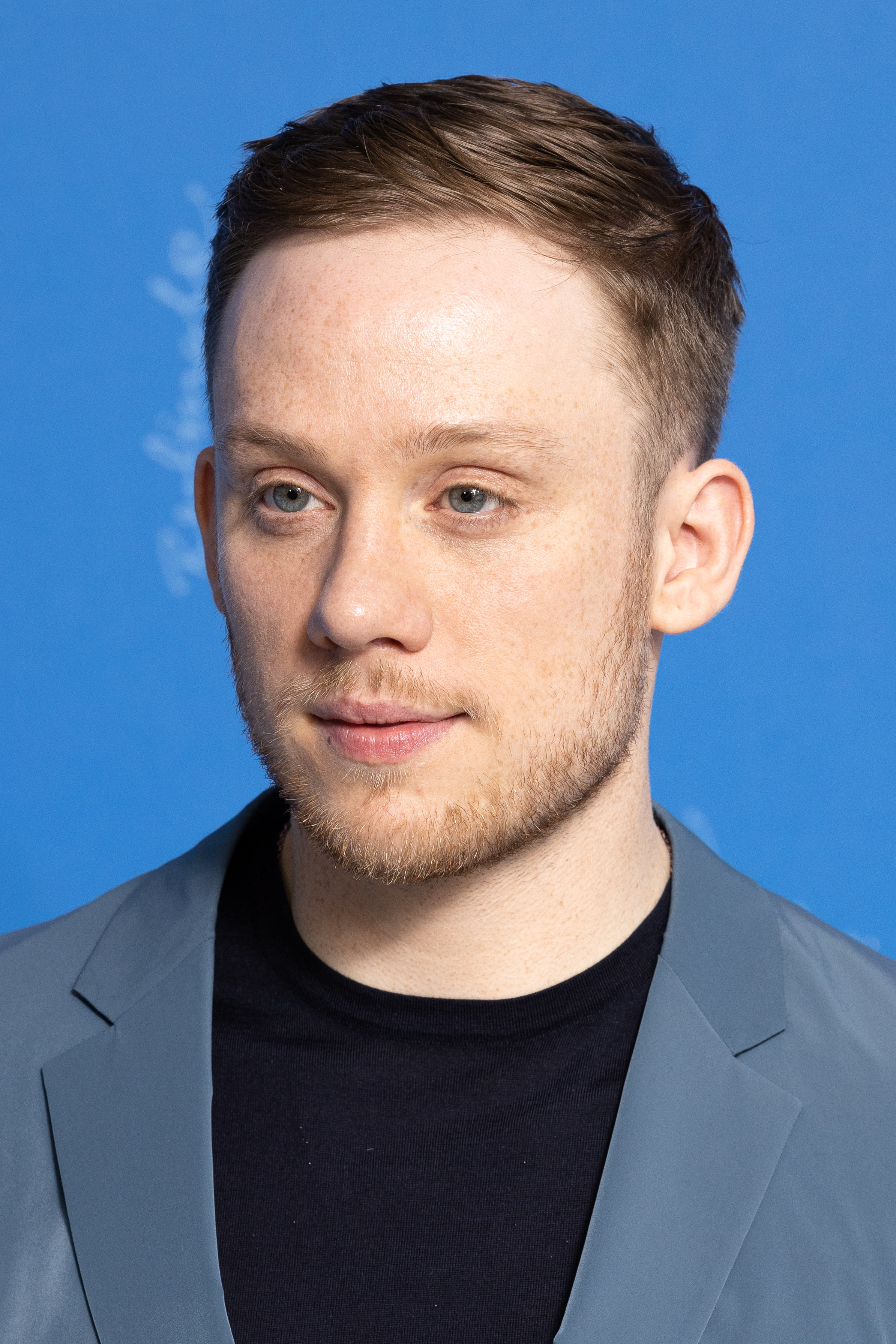
Cole no 70º Festival Internacional de Cinema de Berlim em 2020

| † | Indica projetos que ainda não foram lançados |

### Filme
| Ano  | Titulo                         | Papel             | Notas                                         |
| ---- | ------------------------------ | ----------------- | --------------------------------------------- |
| 2010 | Assessment                     | Michael           | Curta-metragem                                |
| 2012 | Volume                         | Sam               | Curta-metragem                                |
| 2012 | Offender                       | Tommy             |                                               |
| 2012 | Now Is Good                    | Scott             |                                               |
| 2014 | A Long Way Down                | Chas              |                                               |
| 2014 | Slap                           | Connor            | Curta-metragem                                |
| 2014 | The Falling                    | Kenneth Lamont    |                                               |
| 2014 | Peterman                       | Johnny            |                                               |
| 2014 | Callow & Sons                  |                   | Curta-metragem                                |
| 2015 | Green Room                     | Reece             |                                               |
| 2015 | Pressure                       | Jones             |                                               |
| 2015 | Secret in Their Eyes           | Marzin / Beckwith |                                               |
| 2017 | Eye on Juliet                  | Gordon            | Tiantan Award for Best Actor                  |
| 2017 | Woodshock                      | Nick              |                                               |
| 2017 | Thank You for Your Service     | Billy Waller      |                                               |
| 2018 | A Prayer Before Dawn           | Billy Moore       | British Independent Film Award for Best Actor |
| 2019 | Happy New Year, Colin Burstead | Ed                |                                               |
| 2020 | One of These Days              | Kyle Parson       |                                               |
| 2022 | Against the Ice                | Iver Iversen      |                                               |
| 2024 | The Damned                     | Daniel            | [ 6 ]                                         |
| 2025 | The Actor †                    | Nick              | Pós-produção                                  |
| ASA  | The Birthday Party †           | TBA               | Pós-produção                                  |
| ASA  | He Bled Neon †                 | Ethan             | Pós-produção                                  |

### Televisão
| Ano          | Titulo             | Papel         | Notas                                                                    |
| ------------ | ------------------ | ------------- | ------------------------------------------------------------------------ |
| 2010         | The Bill           | Leo Cooper    | 1 episódio                                                               |
| 2010         | Holby City         | Shaun Jackson | 2 episódios                                                              |
| 2010         | Stanley Park       | Lee           | Television film                                                          |
| 2011         | Come Fly with Me   | Jordan        | 2 episódios                                                              |
| 2011         | Injustice          | Alan Stewart  | 4 episódios                                                              |
| 2012         | Skins              | Luke          | 2 episódios                                                              |
| 2012         | The Thick of It    | Jack          | 1 episódio                                                               |
| 2012         | The Hour           | Trevor        | 3 episódios                                                              |
| 2013         | Playhouse Presents | Stephen       | 1 episódio                                                               |
| 2013–2017    | Peaky Blinders     | John Shelby   | Main role, 20 episódios                                                  |
| 2017         | Black Mirror       | Frank         | episódio: "Hang the DJ" Indicado – BAFTA TV Award for Best Leading Actor |
| 2019         | Pure               | Charlie       | Main role, 6 episódios                                                   |
| 2020–present | Gangs of London    | Sean Wallace  | Main role, 16 episódios                                                  |
| 2022         | The Ipcress File   | Harry Palmer  | Miniseries, 6 episódios                                                  |
| 2023         | A Small Light      | Jan Gies      | Miniseries, 8 episódios                                                  |
| 2024         | Nightsleeper       | Joe Roag      | BBC Miniseries, 6 episódios                                              |

## Links externos
- Joe Cole. no IMDb.
- Joe Cole no Instagram